# Музей Сальвадора Далі
Музей Сальвадора Далі - художній музей у Сейнт-Пітерсберзі, штат Флорида, США, що присвячений творчості Сальвадора Далі. Тут експонується найбільша колекція творів Далі за межами Європи. Він розміщений у центрі набережної міста на південно-східній 5-й авеню, проїзді Бей-Шор та шляхом Дена Волдона.

## Історія

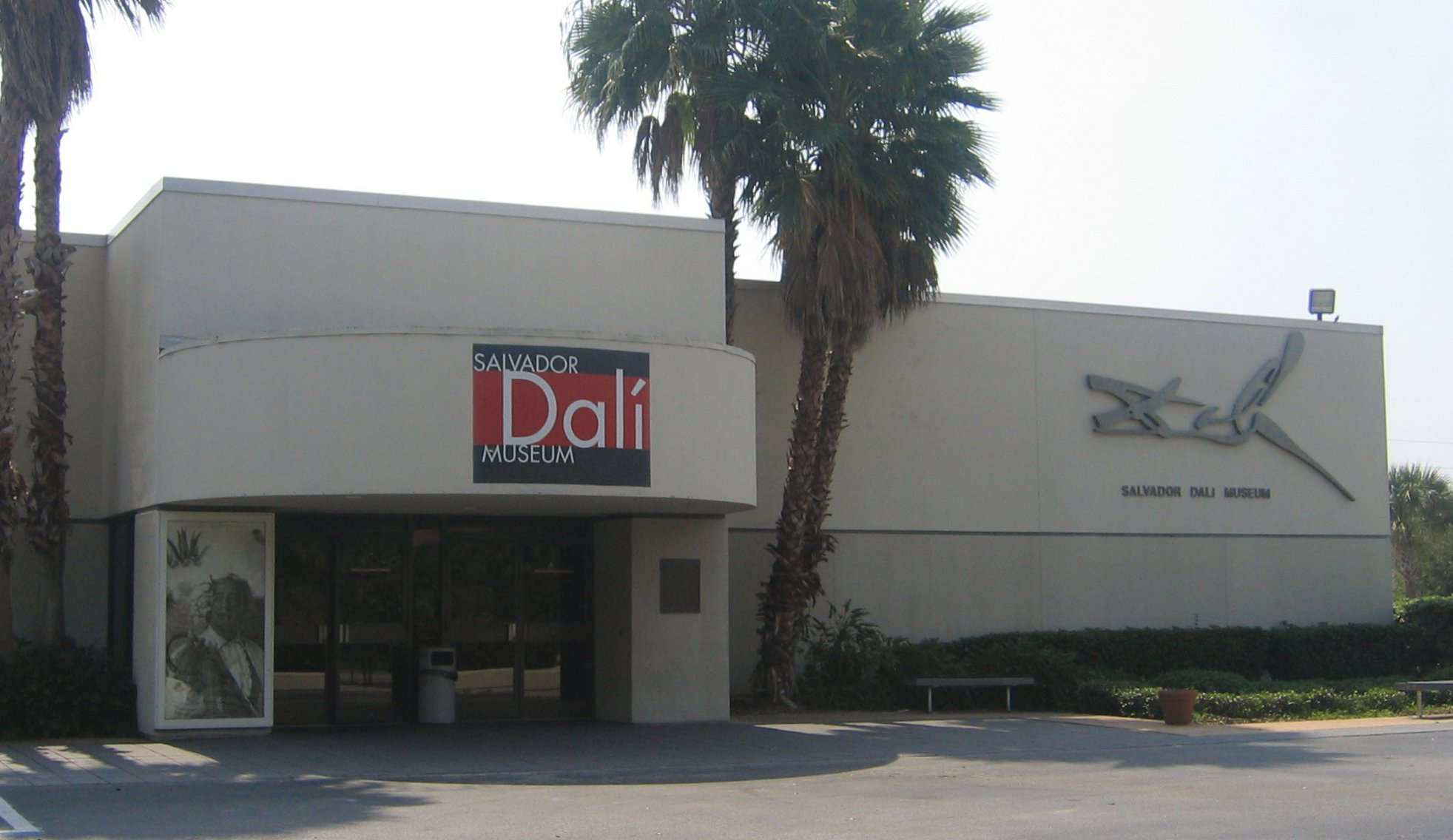
Старий музей Сальвадора Далі

Незадовго до одруження в 1942 році Рейнольдс та Елеонора Морзе відвідували ретроспективу Далі в Музеї мистецтв Клівленда. Заінтриговані темою художника та вражені його малюнками, вони придбали свою першу картину через рік. Ця покупка розпочала 40-річні стосунки як меценатів та друзів Далі, що призвело до всебічної колекції оригінальних творів Далі.
До 1971 року Морзе демонстрував свою колекцію у своєму будинку в Клівленді, штат Огайо. Коли в 1965 році вони позичили понад 200 творів на ретроспективу Далі, вони зрозуміли, що 25 років колекціонування створили міні-ретроспективу, яка потребує постійного будинку. 

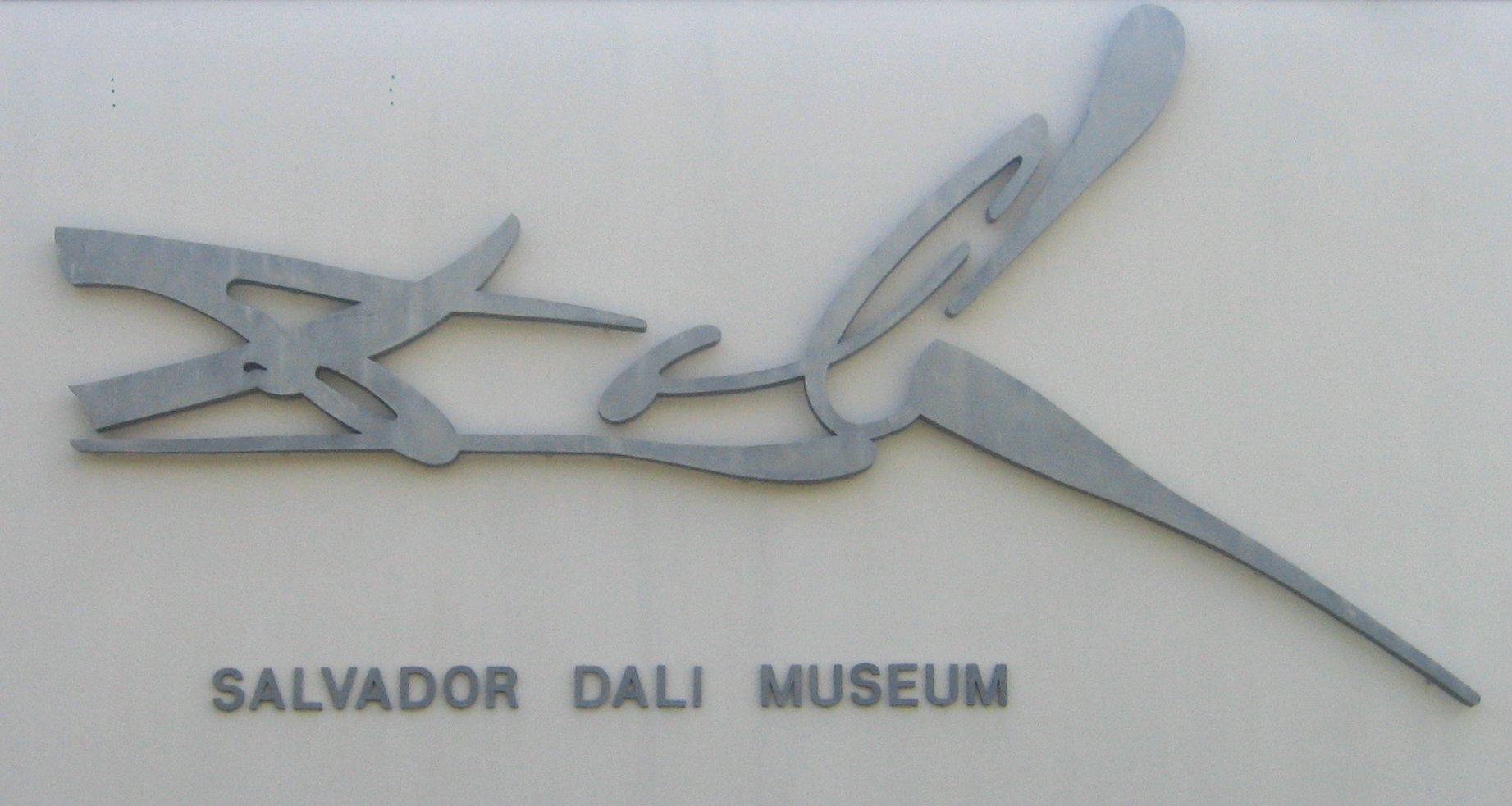
Підпис Сальвадора Далі, що розмішена на зовнішній стороні музею

У березні 1971 року з головуванням Сальвадор Далі, Морзе відкрив музей, що прилягає до їх офісної будівлі в Бічвуд, штат Огайо. До кінця десятиліття з величезною кількістю відвідувачів Морзе вирішив знову перенести свою колекцію.
Після проведеного розшуку, який привернув увагу нації, морський склад у центрі Сейнт-Пітерсберґа, перетворили на музей, що відкрився 7 березня 1982 року.

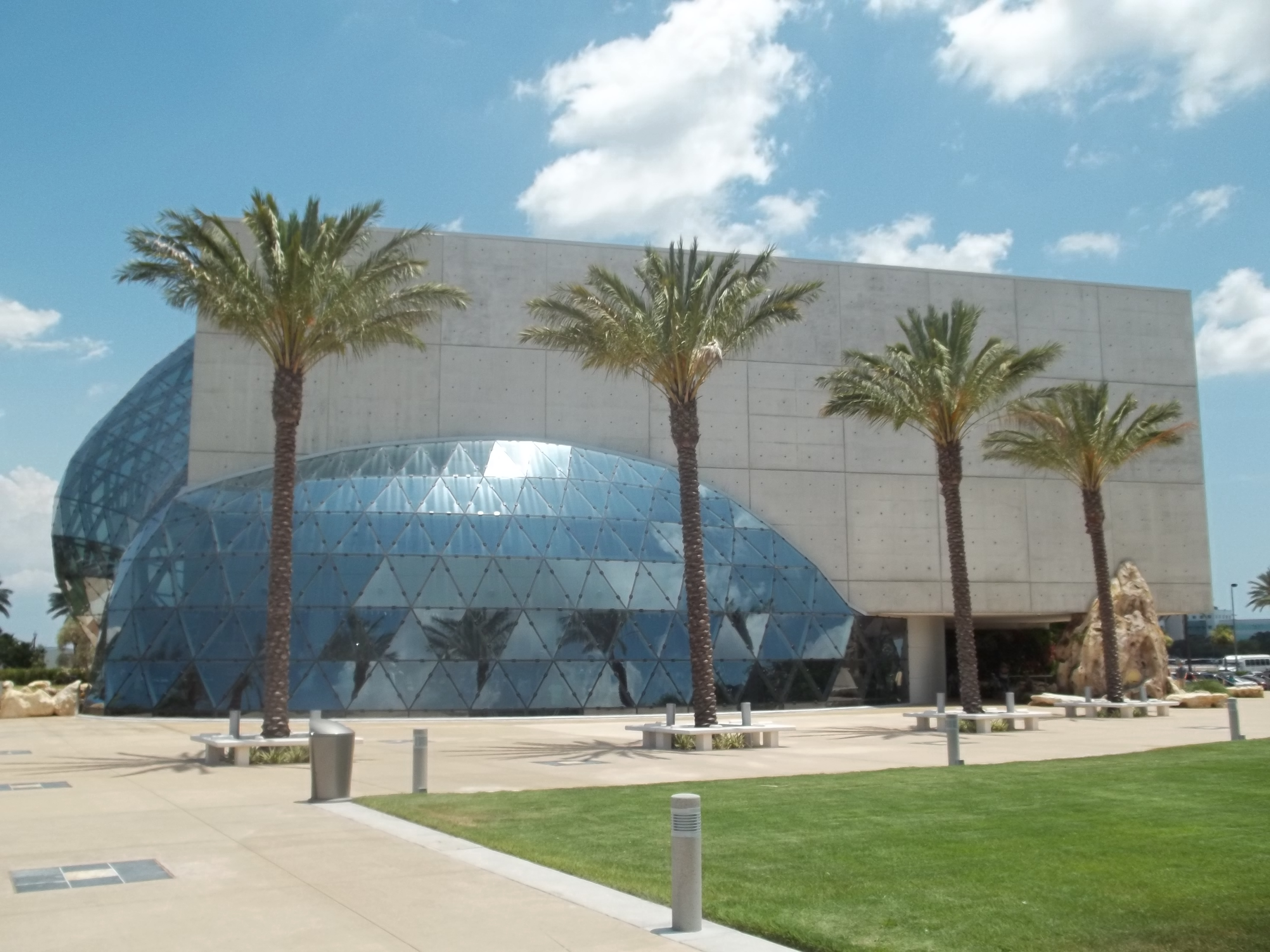
Зображення музею Сальвадора Далі збоку

У середині 2008 року було оголошено нове місце для музею Далі. Розроблений Яном Веймутом з архітектурної фірми HOK й зведений The Beck Group  під керівництвом тодішнього генерального директора Генрі К. Бека III, він був побудований на узбережжі міста поруч з театром Махаффі, на колишньому місці Бейфронт-центру, - арени, що була знесена в 2004 році.
Новий, більший і більш захищений від буревіїв музей відкрився 11 січня 2011 року.
За повідомленнями, музей коштував понад 30 мільйонів доларів, натхненна сюрреалізмом структура має великий скляний вхід та просвіт виготовлений зі скла товщиною 1,5 дюйма. Скло, що називається "Енігма", скляний вхід має висоту 75 футів й охоплює спіральні сходи. Решта стін складається з бетону товщиною 18 дюймів, призначеного для захисту колекції від буревіїв.
Музей є членом Американського альянсу музеїв (AAM)  та програми Північноамериканських взаємних музеїв.

## Художні твори
Колекція музею включає 96 олійних картин, понад 100 акварелей та малюнків, 1300 графік, фотографій, скульптури та об’єктів, а також велику архівну бібліотеку. Музейна бібліотека містить понад 7 000 томів, каталоги виставок та продажів, відео, звукозаписи та спеціальні колекції, що стосуються життя Далі, сюрреалізму та авангарду. Бібліотека також зберігає подаровану колекцію Альберта Філда, нью-йоркського колекціонера та архівіста Далі. Постійні покази колекцій періодично обертаються, й кілька тимчасових показів монтуються щороку.
У музеї розташовано 7 з 18 «майстерних» картин Далі (включаючи «Галюциногенний Тореадор» та «Відкриття Америки» Крістофера Колумба), що є найбільшим з усіх музеїв у світі. Щоб вважатись майстернеми, ці картини мали бути розміром не менше 5 футів (1,5 м)   у будь-якому напрямку, й над цим працювали понад рік.     
[джерело?]
Окрім показу творів Далі, музей має на меті виховувати громадськість та сприяти розумінню, задоволенню та науковому дослідженню мистецтва шляхом виставки творів Далі та художників подібного бачення.
За винятком театр-музею Далі, створеного самим Далі у своєму рідному місті Фігерес, Каталонія, музей Далі у Санкт-Петербурзі має найбільші в світі колекції творів Далі.